# Paterno Calabro
Paterno   Calabro község (comune) Olaszország Calabria régiójában, Cosenza megyében.

## Fekvése
A megye déli részén fekszik. Határai: Belsito, Cosenza, Dipignano, Domanico, Figline Vegliaturo, Malito, Mangone, Marzi, Piane Crati és Santo Stefano di Rogliano.

## Története
A települést Pregliano és San File falvak lakói alapították, mivel lakhelyük nehezen volt megközelíthető. A 19. század elején vált önálló községgé, amikor a Nápolyi Királyságban felszámolták a feudalizmust.

## Népessége
A népesség számának alakulása:

## Főbb látnivalói
- Palazzo Spada
- Santa Maria di Pugliano-templom
- Santi Pietro e Paolo-templom